# Csajok (televíziós sorozat, 2000)
A Csajok (eredeti cím: Girlfriends) 2000 és 2008 között futott amerikai televíziós sorozat. A műsor alkotója Mara Brock Akil, a történet pedig egy négy különböző stílusú nőből álló baráti társaság mindennapjaiba enged bepillantást. A főbb szereplők közt megtalálható Tracee Ellis Ross, Golden Brooks, Persia White, Jill Marie Jones és Reggie Hayes.
A sorozatot az Amerikai Egyesült Államokban a UPN adta 2000. szeptember 11-től 2006. május 8-ig, majd a csatorna megszűnése után annak utódja, a The CW folytatta 2006. október 1. és 2008. február 11. között. Magyarországon a TV2 mutatta be 2004. november 18-án.

## Cselekmény
A sorozat középpontjában egy négy főből álló női baráti társaság van, akik Los Angelesben élnek. Joan egy ragaszkodó nő, aki  mindig igyekszik kisegíteni a barátait, még ha emiatt a saját problémáival nem is tud foglalkozni. Maya Joan korábbi asszisztense, egy odaadó anya és feleség, egyben a legpimaszabb a társaságból és erős vallási meggyőződéssel rendelkezik. Lynn Joan volt szobatársa az egyetemről, aki annak elvégzése után is a nőnél lakott nyolc évig. Szülei gazdagok, viszont örökbe adták egy másik családnak, Joantól kiköltözve pedig leginkább alantas munkákat vállal. Toni pedig Joan gyerekkori barátja, aki nehéz körülmények közt nőtt fel egy farmon és a társaság legsekélyesebb jellemű tagja.

## Szereplők
| Szereplő                   | Színész                                                    | Magyar hang         |
| -------------------------- | ---------------------------------------------------------- | ------------------- |
| Joan Clayton               | Tracee Ellis Ross                                          | Kisfalvi Krisztina  |
| Maya Wilkes                | Golden Brooks                                              | Zsigmond Tamara     |
| Lynn Searcy                | Persia White                                               | F. Nagy Erika       |
| Toni Childs                | Jill Marie Jones                                           | Kiss Virág Magdolna |
| William Jerrowme Dent      | Reggie Hayes                                               |                     |
| Darnell Leroy Wilkes       | Flex Alexander (1. évad) Khalil Kain (2-8. évad)           |                     |
| Monica Charles Brooks-Dent | Keesha Sharp                                               |                     |
| Jabari Darnell Wilkes      | Tanner Scott Richards (1-6. évad) Kendré Berry (7-8. évad) |                     |
| Jeanette Wood              | Charmin Lee                                                |                     |
| Veretta Childs             | Jenifer Lewis                                              |                     |
| Ronnie                     | Lamont Johnson                                             |                     |
| Peaches                    | Shawn Harrison                                             |                     |
| Sherri Childs              | Yvette Nicole Brown                                        |                     |
| Davis Hamilton             | Randy J. Goodwin                                           |                     |
| Charles Swedelson          | Phil Reeves                                                |                     |
| Yvonne Blackwell           | Cee Cee Michaela                                           |                     |
| Dr. Todd Garrett           | Jason Pace                                                 |                     |

## Epizódok
| Évad | Évad | Epizódok | Eredeti sugárzás     | Eredeti sugárzás  | Eredeti adó |
| Évad | Évad | Epizódok | Évadpremier          | Évadfinálé        | Eredeti adó |
| ---- | ---- | -------- | -------------------- | ----------------- | ----------- |
|      | 1    | 22       | 2000. szeptember 21. | 2001. május 14.   | UPN         |
|      | 2    | 22       | 2001. szeptember 10. | 2002. május 20.   | UPN         |
|      | 3    | 25       | 2002. szeptember 23. | 2003. május 19.   | UPN         |
|      | 4    | 24       | 2003. szeptember 15. | 2004. május 24.   | UPN         |
|      | 5    | 22       | 2004. szeptember 20. | 2005. május 23.   | UPN         |
|      | 6    | 22       | 2005. szeptember 19. | 2006. május 8.    | UPN         |
|      | 7    | 22       | 2006. október 1.     | 2007. május 7.    | The CW      |
|      | 8    | 13       | 2007. október 1.     | 2008. február 11. | The CW      |